# Aleurotuba jelinekii
Aleurotuba jelinekii es un hemíptero de la familia Aleyrodidae, subfamilia Aleyrodinae.
Aleurotuba jelinekii fue descrita científicamente por primera vez por Takahashi en 1952.